# Rugby League Challenge
Rugby League Challenge é um jogo eletrônico de esporte rugby league lançado em 8 de setembro de 2009 para PlayStation Portable, foi desenvolvido pela Wicked Witch Software e publicado pela Tru Blu Entertainment. É baseado na temporada 2009 da National Rugby League da Austrália e da Super League do Reino Unido.